# Jan Merk

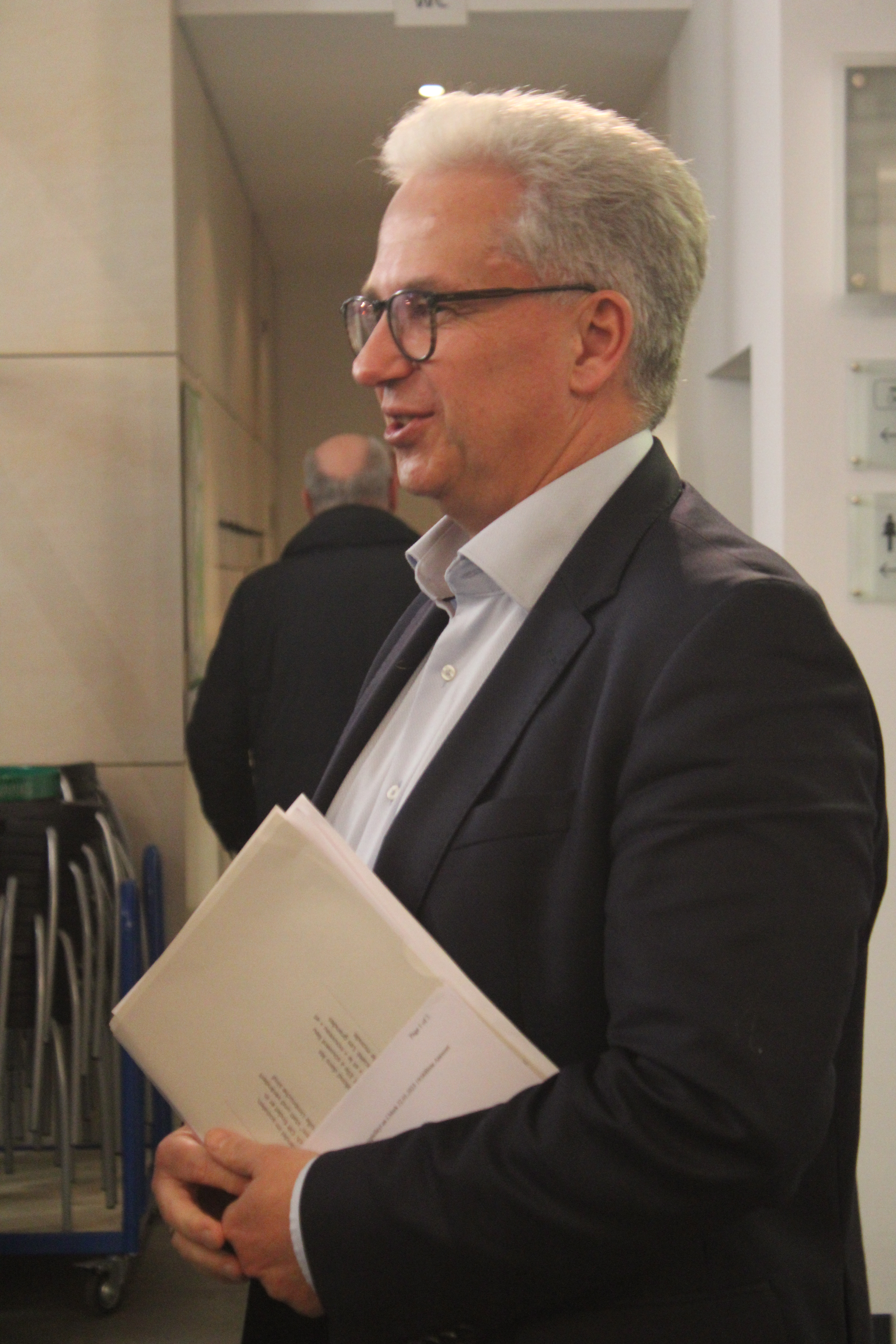
Jan Merk (2025)

Jan Merk (* 1964 in Basel) ist ein deutscher Historiker, Autor und seit 2023 Leiter des Dreiländermuseums in Lörrach.
Von 2014 bis 2023 war er Präsident des Museumsverbands Baden-Württemberg.

## Leben
Merk wuchs in Lörrach auf, wo er das humanistischen Hebel-Gymnasium besuchte. Nach dem Abitur studierte er Geschichte in Freiburg, Basel und Berlin und arbeitete in Projekten von Universitäten und vom Haus der Geschichte Baden-Württemberg.
Von 2000 bis 2002 leitete er das Mosbacher Stadtmuseum. Ab 2002 konnte er als Leiter des Markgräfler Museums Müllheim im Blankenhorn-Palais die Sammlungen und Ausstellungen zur regionalen Kunst, Geschichte und Literatur ausbauen oder neu einrichten und mit dem Museumsverein das Mühlenmuseum Frick-Mühle eröffnen.
Als Kultur- und Tourismusdezernent setzte er sich seit 2013 zudem für ein breites Kulturangebot und die Profilierung der Stadt Müllheim als Mitte des Markgräflerlandes ein. Seit dem 2. Mai 2023 leitet er in der Nachfolge von Markus Moehring das Dreiländermuseum Lörrach.
Schwerpunkte seiner Veröffentlichungen sind die Demokratie- und Regionalgeschichte am Oberrhein sowie museumsfachliche Fragen. Für das Markgräfler Museum Müllheim gab er seit 2003 30 Kunstkataloge und Künstlermonographien heraus, u. a. zu Emil Bizer, Adolf Strübe, Alfred Haller, Jürgen Brodwolf, Bernd Völkle, Karlheinz Scherer, Artur Stoll, Ludmilla von Arseniew, Sandra Eades, Gabriela Morschett und Else Blankenhorn. Er schreibt auch Zeitungsessays und publiziert Beiträge zu Nachschlagewerken. Zeitweise nahm Merk Lehraufträge an den Universitäten Basel, Mulhouse und Freiburg wahr.
Ehrenamtlich ist er in mehreren Stiftungsvorständen und Fachgesellschaften im Dreiländereck um Basel aktiv, 2011–2023 war er in der trinationalen Fachkommission des Museums-PASS-Musées,
2014-2023 Präsident des Museumsverbands Baden-Württemberg. Er hat den Lotto-Museumspreis Baden-Württemberg mitgegründet, die Landeskonzeption „Kulturpolitik für die Zukunft“ mitberaten die Museumsakademie mit lanciert und setzt sich für die Vielfalt der Museumslandschaft und ihre gesellschaftlichen Aufgaben ein.

## Werke (Auswahl)
- Lörrach 1848/49 Essays, Biographien, Dokumente, Projekte : Begleitschrift zur Ausstellung "Nationalität trennt, Freiheit verbindet" des Hauses der Geschichte Baden-Württemberg und des Museums am Burghof in Lörrach 19. April 1998-10. Januar 1999, Hrsg. von  J. Merk, M. Moehring, H. Bürgel mit einem Beitrag von H. Hamm-Brücher, Lörrach 1998, ISBN 978-3-922107-45-3.
- 1848/49 – Wege zur Revolution. Allmende Schwerpunktheft 56/57. Redaktion M. Bosch, B. Anders und J. Merk (1998). ISBN 3-86142-101-1.
- Le Théâtre de l’action. La Regio 1798-1848 / Der Schauplatz. Die Regio 1789-1848 (mit M. Leuenberger und B. Bruant). In: Séparés par la nationalité, unis par la Liberté / Nationalität trennt, Freiheit verbindet. Ausstellungskatalog Haus der Geschichte Baden-Württemberg u. a., Stuttgart, 1998, 24-49.
- Revolutionserfahrungen. Der Septemberaufstand 1848 und die Mairevolution 1849 in der Grenzregion Lörrach. In: Schau-ins-Land, Zeitschrift des Breisgau-Geschichtsvereins, 118. Jahrgang (1999), S. 57–77. Digitalisat der UB Freiburg
- The historical commemoration of 1848/49 in Baden, a european frontier region. In: Axel Körner (Hrsg.), 1848 – a european revolution? International Ideas and National Memories of 1848, London/New York, 2000, 2. Aufl. 2004, 185-206. ISBN 1-4039-2034-6.
- Wider die Zauberformeln des Zeitgeistes. Die Zukunft der Museen zwischen Eventorientierung und Bildungsauftrag. In: Museumsblatt Baden-Württemberg 30 (2001), 31-32. ISSN 0939-6373.
- Das Stadtmuseum Mosbach 2002 – Rückblick auf 100 Jahre Sammlungsgeschichte und Ausblick auf aktuelle Entwicklungsschritte (Sonderdruck aus Mosbacher Jahresheft 2002). ISBN 3-929295-73-3.
- Künstlerland. In: Kunst-Thermen-Wein. Entdeckungsreisen durch das Markgräflerland, Lindenberg (Kunstverlag Fink) 2006, 4. Aufl. 2011, 262-267. ISBN 3-89870-273-1
- Müllheim in Baden – Stadtansichten. Zum 200. Stadtrechtsjubiläum, Erfurt 2010., ISBN 978-3-86680-707-5.
- Emil Bizer. Zeichnungen und Aquarelle. Mit einem Beitrag von H. Hofstätter, Müllheim 2011. ISBN 978-3-940552-02-0
- Zeitgenössische Kunst in Südbaden. 60 Jahre Kunstförderankäufe des Regierungspräsidiums Freiburg. In: Badische Heimat 92 (2012), 680-690. ISSN 0930-7001.
- Bernd Völkle im Blankenhorn-Palais. Mit einem Beitrag von D. Koepplin. Freiburg (modo) 2013. ISBN 978-3-86833-103-5
- Der Dichter Rudolf Borchardt als Kriegsfreiwilliger in der Garnison Müllheim. In: R. Neisen/M. Eisen (Hrsg.): Der Erste Weltkrieg am Oberrhein, Freiburg (Rombach) 2015, 187-204, ISBN 978-3-7930-9812-6
- Brodwolf. Thema Figur. Objekte – Reliefbilder – Installationen, Freiburg (modo) 2016. ISBN 978-3-86833-199-8.
- 40 Jahre für die Vielfalt der Museen – Der Museumsverband Baden-Württemberg. In: momente. Beiträge zur Landeskunde Baden-Württemberg 3 (2016), 24-25. ISSN 1864-0370.
- Enabling cultural tourism: MuseumsPassMusées. In: Money matters. The economic value of museums, Berlin 2017, S. 41–44, ISBN 978-3-9816628-6-3. pdf
- Alfred Haller. Malerei und Grafik. Mit einem Beitrag von K. Gallwitz, Freiburg (modo) 2018, ISBN 978-3-86833-252-0
- Aufschwung, Krieg und Stagnation in Müllheim/Baden – Von der Jahrhundertwende bis zur Weimarer Republik. In: Das Markgräflerland Band 2018, 91-108, ISBN 978-3-932738-78-4
- Müllheim. Schwerpunktthema von Das Markgräflerland. Redaktion H. Bernnat und J. Merk. Band 2019, ISBN 978-3-932738-81-4
- Gemeinsam an der Professionalisierung der Museumslandschaft arbeiten. Ein Plädoyer. In: museOn/Universität Freiburg (Hrsg.): weiterbilden – weiterdenken. Digitale wissenschaftliche Weiterbildung für Museen, Freiburg 2020, S. 14–15. ISBN 978-3-00-067815-8
- Eigensinnige Welten. Die Malerin Else Blankenhorn (1873-1920). Hrsg. v. J. Merk mit Beiträgen von I. von Beyme, D. Noell-Rumpeltes, T. Roeske u. a., Freiburg (modo) 2021, ISBN 978-3-86833-305-3
- Markgräfler Museum Müllheim im Blankenhorn-Palais. Geschichte, Kunst und Kultur der Region, Lindenberg im Allgäu (Kunstverlag Fink) 2022, ISBN 978-3-95976-434-6